# 楊千嬅影視作品列表
下表列出楊千嬅曾參與的電影和電視劇。

## 電影列表
| 公映日期   | 中文片名                             | 角色       | 演出性質       | 合作演員                       | 導演           | 主唱歌曲 | 票房（港元）                           | 備註 |
| 1998-04-30 | 烈火青春                             | Wing       | 女主角之一     | 陳奕迅、梁漢文、趙學而         | 阮世生         | | HK$ 3,756,625                          | |
| 1998-05-09 | 全職大盜                             | Co Co      | 女主角之一     | 吳鎮宇、黃秋生                 | 張堅庭         | | HK$ 4,027,095                          | |
| 2001-03-27 | 百分百感覺2                          | 許歡       | 女主角之一     | 陳奕迅、陳曉東、周麗淇、容祖兒 | 馬偉豪         | | HK $11,035,472                         | |
| 2001-11-10 | 玉女添丁                             | 方麗娟     | 第一主角       | 陳冠希                         | 馬偉豪、麥啟光 | 主題曲：熱血青年 | HK $8,484,747                          | |
| 2002-03-07 | 新紮師妹                             | 方麗娟     | 第一主角       | 吳彥祖                         | 馬偉豪         | 主題曲：男女關係科 插曲：勇                                                                                               | HK$ 11,804,751                         | ˙電影獲獎：第4屆烏甸尼遠東電影節「最受觀眾歡迎獎」 |
| 2002-04-19 | 乾柴烈火                             | Alice      | 第一女主角     | 古天樂                         | 葉偉信         | 主題曲：友誼小姐 插曲：楊千嬅                                                                                             | HK$ 13,111,873                         | 2003年香港電影票房第8位 ˙歌曲獲獎：2002年度十大勁歌金曲頒獎典禮「十大勁歌金曲」〈楊千嬅〉 |
| 2002-06-06 | 慳錢家族                             | 韋千華     | 兩大女主角之一 | 陳奕迅、鄭裕玲、曾志偉         | 趙崇基         | 主題曲：慳D 插曲：Mr. | HK$ 8,482,719                          | |
| 2003-01-23 | 行運超人                             | 葉孤紅     | 第一女主角     | 梁朝偉                         | 谷德昭         | 主題曲：有愛錯無放過（與梁朝偉合唱） 國語主題曲：我很需要你（與梁朝偉合唱）                                               | HK$ 24,961,198                         | 2003年香港上映電影票房第8位 2003年香港電影票房第4位 |
| 2003-07-04 | 新紮師妹2美麗任務                    | 方麗娟     | 第一主角       | 吳彥祖                         | 馬偉豪         | 主題曲：咬唇 國語主題曲：我們的答案                                                                                       | HK$ 21,665,466                         | 2003年香港電影票房第7位 |
| 2003-08-21 | 龍咁威2003                           | Madam      | 客串           |                                |                | |                                        | |
| 2003-12-20 | 地下鐵                               | 張海約     | 第一女主角     | 梁朝偉                         | 馬偉豪         | 廣東主題曲：星之碎片（與梁朝偉合唱） 國語主題曲：迷官（與梁朝偉合唱）                                                     | HK$ 14,202,449                         | ˙提名：第9屆香港電影金紫荊獎「最佳女主角」5強 |
| 2003-12-24 | 安娜與武林                           | 石安娜     | 第一女主角     | 鄭伊健                         | 葉偉民         | 主題曲：一生中最愛（與鄭伊健合唱）                                                                                        | HK$ 10,124,821                         | |
| 2004-02-05 | 花好月圓                             | 公主／含香 | 第一女主角     | 任賢齊                         | 葉錦鴻         | 廣東主題曲：花好月圓夜（與任賢齊合唱） 廣東插曲：鷥凰和鳴 國語主題曲：花好月圓夜（與任賢齊合唱） 國語插曲：萬世流芳       | HK$ 15,809,152                         | 2004年香港上映電影票房第9位 2004年香港電影票房第5位 |
| 2004-07-27 | 煎釀叄寶                             | Sophia     | 第一女主角     | 劉青雲、許冠文                 | 馬偉豪         | 主題曲：煉金術 | HK$ 14,790,180                         | 2004年香港電影票房第8位 |
| 2004-08-19 | 餃子 (三級片)                        | 艾菁菁     | 第一女主角     | 白靈、梁家輝                   | 陳果           | | HK$ 5,904,355                          | ˙電影獲獎：第11屆香港電影評論學會大獎「推薦電影」 |
| 2004-09-02 | 三更2 (三級片)                       | 艾菁菁     | 單元女主角     | 白靈、梁家輝                   | 陳果           | |                                        | |
| 2004-09-11 | 甜絲絲                               | 太子女     | 客串           |                                |                | |                                        | |
| 2004-10-02 | 冒牌天皇                             |            | 客串           |                                |                | |                                        | |
| 2005-08-18 | 千杯不醉                             | 馮小敏     | 第一女主角     | 吳彥祖                         | 爾冬陞         | 廣東主題曲：我的醉愛 國語主題曲：只為了你醉 國語插曲：千杯不醉                                                            | HK$ 11,987,277                         | 2005年香港電影票房第8位 ˙提名：第42屆台灣金馬獎「最佳女主角」4強 |
| 2006-03-02 | 天生一對                             | 梁冰傲     | 第一女主角     | 任賢齊                         | 羅永昌         | 國語主題曲：天生注定（與任賢齊合唱）                                                                                      | HK$ 10,220,000                         | 2006年香港電影票房第10位 ˙獲獎：UA全港觀眾至愛電影大賞「觀眾至喜愛女演員大賞」 ˙獲獎：演藝家年獎「我最喜愛女影星金獎」 |
| 2006-04-20 | 四大天王                             |            | 客串           |                                |                | |                                        | |
| 2007-06-28 | 每當變幻時                           | 阿妙       | 第一女主角     | 陳奕迅                         | 羅永昌         | 主題曲：每當變幻時 | HK$ 9,743,330                          | 2007年香港電影票房第9位 ˙獲獎：2007年度YAHOO!搜尋人氣大獎「本地女演員」 ˙電影獲獎：第14屆香港電影評論學會大獎「推薦電影」 ˙電影獲獎：2007年度YAHOO!搜尋人氣大獎「本地電影」 ˙提名：第14屆香港電影評論學會大獎「最佳女演員」5強 |
| 2010-02-25 | 財神到                               | 徐杰       | 單元女主角     | 譚詠麟                         | 阮世生         | |                                        | |
| 2010-03-25 | 志明與春嬌 (三級片)                  | 余春嬌     | 第一主角       | 余文樂                         | 彭浩翔         | 主題曲：呼吸需要 | HK$ 7,324,774                          | ˙獲獎：第11屆華語電影傳媒大獎「觀眾票選最受矚目女演員」 ˙獲獎：香港專業電影攝影師學會23週年晚宴「攝影師眼中最具魅力女演員」 ˙獲獎：全民投選電影金影獎「最令人難忘香港電影女角色」 ˙電影獲獎：第17屆香港電影評論學會大獎「推薦電影」 ˙電影獲獎：第5屆香港電影導演會年度大獎「年度推介電影」 ˙電影獲獎：2010年度YAHOO!搜尋人氣大獎「本地電影」 ˙電影獲獎：第2屆金榕樹大獎「最佳愛情片」 ˙電影獲獎：2010年度《青年電影手冊》華語十佳頒獎典禮「2010年華語十佳電影」 ˙提名：第30屆香港電影金像獎「最佳女主角」5強 ˙提名：第17屆香港電影評論學會大獎「最佳女演員」5強 |
| 2010-10-21 | 抱抱俏佳人 （內地：《完美嫁衣》）    | 孫洛昕     | 第一主角       | 林峯                           | 黃真真         | 主題曲：初見（與林峯合唱） 國語主題曲：未完的歌（與林峯合唱）                                                             | 香港: HK$6,283,187 內地: ¥ 14,582,651  | ˙獲獎：第17屆香港電影評論學會大獎「最佳女演員」 ˙歌曲獲獎：2010年度十大勁歌金曲頒獎典禮「最受歡迎合唱歌曲金獎」〈初見〉 |
| 2011-06-23 | 建黨偉業                             | 香港女青年 | 客串           |                                |                | |                                        | |
| 2011-08-23 | 戀夏戀夏戀戀下                       |            | 客串           |                                |                | |                                        | |
| 2011-09-29 | 白蛇傳說                             | 兔妖       | 客串           |                                |                | |                                        | |
| 2012-03-29 | 春嬌與志明                           | 余春嬌     | 第一主角       | 余文樂、楊冪                   | 彭浩翔         | 國語宣傳單曲：沒有目的地愛了                                                                                              | 香港: HK$ 27,974,902 內地: ¥7,270萬    | 2012年香港電影票房第3位 2012年香港一週票房冠軍第13至14周電影票房冠軍 2012年香港週末票房冠軍第13至14周電影票房冠軍 ˙獲獎：第32屆香港電影金像獎「最佳女主角」 ˙獲獎：2012年度YAHOO!搜尋人氣大獎「人氣本地女演員」 ˙獲獎：第4屆樂視影視盛典「年度電影最佳女演員」 ˙獲獎：第4屆紐約中國電影節「亞洲傑出貢獻藝人獎」 ˙電影獲獎：2012年度YAHOO!搜尋人氣大獎「人氣本地電影」 ˙電影獲獎：2012年度香港電影工作者總會頒獎禮「2012年度最受推介電影」 ˙電影獲獎：第9屆大阪亞洲電影節「觀客賞」 |
| 2012-08-09 | 低俗喜劇                             | 平機會專員 | 客串           |                                |                | |                                        | |
| 2014-01-28 | 六福喜事                             |            | 客串           |                                |                | |                                        | |
| 2014-05-08 | 香港仔（內地：《人間•小團圓》）      | 鄭惠清     | 第一女主角     | 古天樂、曾志偉、梁詠琪         | 彭浩翔         | | 香港: HK$ 8,330,574 內地: ¥2,999萬     | ˙電影提名：第34屆香港電影金像獎「最佳電影」5強 |
| 2014-08-01 | 分手100次                            |            | 客串           |                                |                | |                                        | |
| 2014-11-13 | 單身男女2                            | 楊鴦鴦     | 第一女主角     | 古天樂、高圓圓、周渝民、吳彥祖 | 杜琪峯         | | 香港: HK$ 12,078,012 內地: ¥1.98億     | ˙電影獲獎：第21屆香港電影評論學會大獎「推薦電影」 ˙電影獲獎：微博之星2014「微博給力電影」 |
| 2015-03-19 | 五個小孩的校長（內地：《可愛的你》） | 呂慧紅     | 第一主角       | 古天樂                         | 關信輝         | 電影歌曲：友誼萬歲 | 香港: HK$ 46,729,492 內地: ¥22,213,700 | 2015年香港上映電影票房第10位 2015年香港電影票房第1位 香港華語電影累積最高電影票房第12位（截至2015年12月31日） 2015年香港一週票房冠軍第12周電影票房冠軍 2015年香港週末票房冠軍第13周電影票房冠軍 ˙獲獎：第4屆香港薩蘭托國際電影節「傑出演員獎」 ˙獲獎：第2屆全民投選電影金影獎「2015年我最喜愛香港電影女主角」 ˙獲獎：第23屆北京大學生電影節「最受大學生歡迎女演員」 ˙電影獲獎：2015年度YAHOO!搜尋人氣大獎「本地電影」 ˙電影獲獎：第1屆全民投選電影金影獎「2015最喜愛香港電影」 ˙電影獲獎：福岡國際電影節「觀眾大獎」 ˙電影獲獎：尼亞加拉綜合電影節「最佳家庭電影獎」 ˙提名：第35屆香港電影金像獎「最佳女主角」5強 ˙提名：第22屆香港電影評論學會大獎「最佳女演員」5強 ˙電影提名：第35屆香港電影金像獎「最佳電影」5強 |
| 2015-11-05 | 哪一天我們會飛                       | 余鳳芝     | 第一主角       | 林海峰、蘇麗珊                 | 黄修平         | 國語主題曲：那一天還未到                                                                                                  | 香港: HK$ 11,078,374                   | ˙獲獎：第15屆紐約亞洲電影節「亞洲之星大獎」 ˙電影獲獎：第22屆香港電影評論學會大獎「推薦電影」 |
| 2016-08-04 | 寶貝當家                             | 莉娜       | 兩大女主角之一 | 王詩齡、吳鎮宇                 | 王晶           | 宣傳歌曲：白雪新衣（與王詩齡合唱）                                                                                        | 香港: HK$193,662 內地: ¥ 1527.5萬      | |
| 2017-04-27 | 春嬌救志明                           | 余春嬌     | 第一主角       | 余文樂                         | 彭浩翔         | 宣傳歌曲：余春嬌 宣傳歌曲：動地驚天愛戀過 宣傳歌曲：當我想起你（Featuring 余文樂） 宣傳歌曲：傳說（與陳逸寧、林兆霞合唱） | 香港: HK$ 30,256,619 內地: ¥1.7億      | ˙電影獲獎：第13屆大阪亞洲電影節「觀客賞」 ˙提名：第1屆最港電影大獎「最港女演員」5強 ˙電影提名：第1屆最港電影大獎「最港電影」5強 |
| 2018-02-15 | 棟篤特工                             | 方麗娟     | 客串           |                                |                | |                                        | |
| 2019-01-31 | 恭喜八婆                             | 余春嬌     | 客串           |                                | 彭浩翔         | |                                        | |
| 2020-09-17 | 麥路人                               | 秋紅       | 第一女主角     | 郭富城                         | 黃慶勳         | |                                        | ˙提名：第3屆最港電影大獎「最港女演員」5強 ˙電影提名：第35屆香港電影金像獎「最佳電影」5強 ˙電影提名：第3屆最港電影大獎「最港電影」5強 |

## 電視劇列表
| 首播日期   | 製作單位                         | 中文劇名        | 角色               | 演出性質               | 合作演員                   | 主唱歌曲                          | 收視                           | 備註 |
| 1997-10-27 | 無綫電視                         | 隱形怪傑        | 區珊珊             | 女配角                 | 林家棟、林保怡、陳妙瑛     |                                   |                                | |
| 1997-11-10 | 無綫電視                         | 美味天王        | 尤嘉嘉             | 女配角                 | 沈殿霞、歐陽震華、古天樂   |                                   |                                | |
| 1998-12-21 | 無綫電視                         | 外父唔怕做      | 鍾樂怡             | 第一女主角             | 秦沛、張家輝               | 主題曲：讓我飛                    | 平均收視：30點，最高收視：38點 | ˙1999年無線電視劇集收視第8位 |
| 2001-11-10 | 無綫電視                         | 美味情緣        | 周寶甜             | 兩大女主角之一         | 吳啟華、陳慧珊、林峯       | 主題曲：美味情緣 插曲：快樂與哀愁 | 平均收視：32點，最高收視：43點 | ˙2001年無線電視劇集收視第6位 ˙提名：萬千星輝賀台慶2001「本年度我最喜愛的拍檔（戲劇組）」(與林峯提名) |
| 2002       | Now.com                          | 百分百感覺      |                    | 客串                   |                            |                                   |                                | |
| 2004-01-19 | 天津廣播電視台                   | 快樂2004        |                    | 客串                   |                            |                                   |                                | |
| 2006-04-22 | 無綫電視                         | 老馮日記        |                    | 客串                   |                            |                                   |                                | |
| 2007-01-27 | 金牌娱樂、21東方唱片公司         | 讓愛自由        | 阿春               | 兩大女主角之一         | 蘇永康、劉孜、古巨基       |                                   |                                | |
| 2007-02-17 | 北京東王、上海電影集團、第一媒體 | 武十郎          | 武十郎             | 第一女主角             | 霍建華、胡宇崴             | 國語主题曲：堅强女人心            |                                | ˙獲獎：2007年第4屆南方盛典頒獎典禮「最佳女主角」 ˙獲獎：2007年第4屆南方盛典頒獎典禮「最具人氣女演員」 |
| 2007-10-21 | 無綫電視                         | 森之愛情        | Nicole             | 單元女主角（天使夢）   | 森美、小儀                 |                                   |                                | |
| 2009-10-10 | 無綫電視                         | 廉政行動2009    | 廉政公署總調查主任 | 客串(維修大鱷)         |                            |                                   |                                | |
| 2009-12-28 | 北京亞環影音製作有限公司         | 鐵齒銅牙紀曉嵐4 | 芊芊               | 單元女主角(人在草木中) | 張國立、王剛、張鐵林、袁立 | 國語片尾曲：圓缺                  |                                | |
| 2019-11-25 | 無綫電視                         | 多功能老婆      | 藍飛               | 第一主角               | 周柏豪、黃浩然             | 主題曲：嫁給愛情                  | 平均收視：26點，最高收視：29點 | ˙2019年無線電視劇集收視第6位 ˙ 獲獎 ：萬千星輝頒獎典禮2019「最受歡迎電視女角色」 ˙提名：萬千星輝頒獎典禮2019「最佳女主角」5強 ˙歌曲提名：萬千星輝頒獎典禮2019「最受歡迎電視歌曲」〈嫁給愛情〉 ˙電視劇提名：萬千星輝頒獎典禮2019「最佳劇集」3強 |